# Les Gentilshommes de la chance
Pour plus de détails, voir Fiche technique et Distribution.
Les Gentilshommes de la chance (en russe : Джентльмены удачи, Dzhentlmeny udachi) est une comédie soviétique réalisée en 1971 à Mosfilm par Aleksandr Sery. Le film détient la première place par le nombre de spectateurs en 1971 (65 millions). Les recettes du film s'élèvent à 30 millions de roubles.
Le film met en scène le trio comique des malfrats qui en tout point de vue ressemble au trio mythique des comédies de Leonid Gaïdaï, et dont l'un des personnages — bien que portant un nom différent — est facilement reconnaissable sous les traits de Gueorgui Vitsine. Face à eux Evgueni Leonov dans le rôle de chef de bande malgré lui, dont les citations ont été reprises par plusieurs générations de soviétiques.

## Synopsis
Sur le site de fouilles archéologiques en Asie centrale soviétique, trois criminels dérobent le casque d'or d'Alexandre le Grand. Arrivé à Moscou pour les besoins de l'enquête, le chef des archéologues, le professeur Maltsev tombe dans le bus sur un homme ressemblant comme deux gouttes d'eau au chef des voleurs, Alexandre Bely surnommé Dozent. Il le suit et le voit entrer dans une école maternelle, puis, appelle la milice. Il doit pourtant reconnaitre son erreur quand il s'avère qu'il s'agit de Evgueni Trochkine, le directeur de l'établissement. 
Entre-temps, les vrais coupables sont arrêtés et condamnés. Le casque reste toutefois introuvable. Les agents de milice ont alors l'idée de tirer profit de la découverte du sosie de Dozent, lui faisant infiltrer le milieu criminel afin de mener sa propre investigation. Trochkine est envoyé dans l'un des pénitenciers d'Asie centrale où  croupissent les deux acolytes de Dozent, Fiodor Yermakov dit Kossoï et Gavrila Cheremetiev dit Khmyr. Trochkine leur sert la légende, préparée à l'avance, selon laquelle il aurait perdu la mémoire à la suite d'un coup sur la tête et viendrait les interroger sur l'emplacement de la cachette du casque d'or. Mais Kossoï et Khmyr savent très peu de choses, la piste du précieux objet semble perdue à Moscou. On prépare alors une évasion afin que le trio puissent repartir pour la capitale pour continuer les recherches. Le jour prévu, une citerne de livraison de ciment préparée par la milice les attend, mais dans la précipitation, ils partent dans la cuve d'une autre arrivée en même temps, dans une direction inconnue. Profitant de l'occasion, se joint à eux un certain Vassili, fils d'Alibaba (plus tard surnommé Alibabaïevitch par Trochkine), un ancien pompiste, d'origine turkmène ou tadjik, qui purgeait sa peine pour avoir dilué le carburant avec de l'urine de mulet.
Sans aide de la milice, Trochkine va poursuivre sa mission. Découvrant peu à peu la personnalité de ses compagnons, il tente de leur faire prendre conscience de leurs erreurs, en bon pédagogue qu'il est.

## Fiche technique
- Réalisation : Aleksandr Sery
- Scénario : Gueorgui Danielia, Victoria Tokareva
- Directeur artistique: Boris Nemetchek
- Photographie : Gueorgui Kouprianov
- Compositeur : Gennadi Gladkov
- Musique : Orchestre de Vadime Ludvikovski
- Son : Vassili Kosteltsev
- Costumes : Valentin Pereletov
- Caméraman : Victor Pichtchalnikov
- Montage : M. Renkova
- Directeur de tournage : Alexandra Demidova
- Production : Mosfilm
- Budget : 400 000 roubles
- Genre : Comédie
- Durée : 84 min.
- Pays : Russie/URSS
- Sortie : 1971

Il existe une version française du film, avec les voix de plusieurs célèbres comédiens de doublage: Philippe Dumat, Jean-Claude Michel, Francis Lax et Dominique Paturel.

## Distribution
- Evgueni Leonov : Evgueni Trochkine, directeur d’une maternelle
- Saveli Kramarov : Fiodor Yermakov dit Kossoï
- Gueorgui Vitsine : Gavrila Cheremetiev dit Khmyr
- Radner Mouratov : Vassili Alibabaïevitch
- Erast Garine : Professeur en archéologie Nikolaï Maltsev
- Oleg Vidov : Vladimir Slavine, lieutenant de milice
- Nikolaï Olialine : Colonel Vertchenko
- Natalia Fateïeva : Lioudmila, la fille de Maltsev
- Natalia Vorobieva : Elena Nikolaevna, surveillante à la maternelle
- Ekaterina Mazourova : la mère de Trochkine
- Anatoli Papanov : joueur d'échecs à l'hôtel
- Lioubov Sokolova : directrice de la maternelle de Novokassinsk
- Vladimir Van-Zo-Li : chef du centre de détention
- Pavel Springfeld : Prokhorov, employé de vestiaire et truand
- Roman Filippov : Nikolas Pitersky, bandit que Trochkine affronte en prison
- Alekseï Vanine : truand repenti
- Zoya Vassilkova : cantonnier
- Viatcheslav Gostinski : spectateur croisé dans les toilettes
- Alexandre Lebedev : agent de milice